# 더 파워 스테이션 (밴드)
더 파워 스테이션(The Power Station)은 가수 로버트 파머, 전 시크 드러머 토니 톰슨, 듀란 듀란의 베이스 존 테일러와 기타 앤디 테일러에 의해 결성된 1980년도 슈퍼그룹이다. 시크의 멤버였던 베르나르 에드워드는 파워 스테이션의 일시적인 매니저, 그리고 스튜디오에서 레코딩 프로듀서로서 참여했다. 에드워드는 파워스테이션의 후속 앨범 레코딩에서 존 테일러를 대신하여 베이스를 연주하였다. 1984년 후반부, 긴 공백이 되었던 듀란 듀란의 휴무기에 뉴욕에서 결성되었으며, 앨범이 구상되고 녹음된 더 파워 스테이션 레코딩 스튜디오의 이름을 따서 지어졌다.

## 기원
7월 23일, 1983년 빌라 파크에서 듀란 듀란의 자선 콘서트가 진행되었다. 당시 듀란 듀란은 로버트 파머의 큰 팬으로 알려져 있었고 그도 참석하도록 초청받았다.
듀란 듀란의 세 번째 앨범 Seven and Ragged Tiger 이후, 밴드 멤버들은 공백 동안 두 개의 프로젝트로 갈라졌다. 하나는 듀란 듀란의 이전 멜로디와 분위기를 유지하는 밴드 알카디아였으며, 다른 하나는 존과 앤디 테일러, 파머, 톰슨 에드워드가 협력한 더 파워 스테이션이었는데, 이들은 주로 리드미컬한 하드 록, 펑크 사운드를 만들어 냈다. 듀란 듀란의 드러머 로저 테일러는 주로 알카디아에 참여했으나 종종 더 파워 스테이션의 퍼커션에 공헌하였다.
이 그룹은 즉흥의 무언가로 시작되었는데- 모델이자 가수가 될, 1972년 티렉스의 노래 "Get It On (Bang a Gong)" 의 표지를 녹음하고 싶었던 Bebe Buell에게 후원하는 일회적인 친구들끼리의 모임이었다. 존과 앤디는 신디사이저에 중점을 둔 듀란 듀란의 팝에서 벗어나 레드 제플린 풍의 락 앤 롤에 열망을 지니고 있었다. 그들의 우상들(시크 멤버 중 일원)의 참여로 이 프로젝트는 경적과 흡사한 기타 라인, 그리고 폭발적인 드럼과 잘 어울리는 펑크한 분위기를 만들어냈다.
곧 이 프로젝트는 슈퍼 그룹의 아이디어로 발전했고; 밴드를 위한 시험적 명칭은 빅 브라더였다. 하나의 앨범 프로젝트의 원래 계획은 세 명의 뮤지션(존 테일러, 앤디 테일러 그리고 톰슨)이 각각 트랙마다 다른 가수와 함께 앨범에 음악적 연속성을 제공하는 것이었다. 이는 믹 재거, 빌리 아이돌, 말스 윌리엄스, 리처드 버틀러 (Psychedelic Furs)그리고 믹 론슨.
파워 스테이션은 로버트 파머를 트랙 "Communication"의 녹음을 위해 초대했고, 파머가 그들의 "Get It On (Bang a Gong)" 데모 버전을 들었을 때, 그는 그 노래에 대한 보컬 시도를 요청했다. 결국 더 파워 스테이션은 전체 앨범을 파머와 녹음하기로 결정한다.

## 역사
2월 16일, 1985년에 밴드는 "Some Like It Hot"과 "Get It On (Bang a Gong)"를 세터데이 나이트 라이브에서 공연하였다. 이는 로버트 파머가 오리지널 라인업과 함께한 유일한 공연이다. 파워 스테이션의 세터데이 나이트 라이브 공연의 호른은 색소포니스트 레니 피켓을 포함하는데- 그는 후에 그 쇼의 하우스 밴드에 참여하며 결국 세터데이 나이트 라이브의 뮤지컬 디렉터가 되었다.
1985년 3월, 밴드는 베르나르 에드워드에 의해 프로듀스된 앨범 더 파워 스테이션을 발매한다. (이때 시크 멤버 나일 로저스의 도움도 있었다) 앨범은 영국 앨범 차트에서 12위, 그리고 미국에서 5위를 기록했다. 때때로 파워 스테이션 33 1/2 라고 불리며 비디오에도 사용된 이 앨범의 커버 그래픽과 색상 체계는 존 테일러에 의한 스케치에 바탕을 두고 있다.
앨범 중 세 곡이 싱글로 발매되었는데, 이 중 두 곡이 큰 인기를 끌었다. 첫 번째 싱글 "Some Like It Hot"은 영국 싱글 차트 14위, 미국 빌보드 Hot 100에서 6위에 올랐다. (이 뮤직 비디오는 닉네임 "Tula"로 알려진 트랜스섹슈얼 여모델 Caroline Cossey을 피처링한다) 두 번째 싱글 "Get It On (Bang a Gong)"은 영국 차트 22위, 미국 차트 9위에 오른다. 당시 이 싱글은 빌보드 차트 1위에 올랐던 듀란 듀란의 싱글 "A View to a Kill"과 경쟁 관계에 놓여 있었다. 세 번째 "Communication"은 미국 차트 34위에 올랐으나 영국 차트에서 75위에 오른 이후 사라지면서, 성공하지 못했다.
또한 밴드는 더 파워 스테이션 비디오 EP라는 세 개의 뮤직 비디오 컬렉션을 발매하였다.
파워 스테이션의 예기치 못한 성공은 두 가지 상반된 결과를 낳았는데: 
첫째, 밴드는 닉 컬슈, 더 봉고스, 폴 영, Orchestral Manoeuvres in the Dark로 여름 투어를 장식하기로 결정했다. 
둘째, 로버트 파머가 그의 갑작스레 높아진 인지도를 이용해 솔로 앨범을 내기로 결정한 것이다. 이로 인해 파머는 밴드에서 탈퇴하게 되었다. (토니 톰슨, 앤디 테일러, 후의 파워 스테이션 베이스 플레이어 베르나르 에드워드는 로버트 파머의 성공적인 솔로 앨범 1985년 Riptide에 모두 기여했다.)
로버트 파머가 투어를 빠지자, 몇몇 비평가들은 이것을 "전문종사자 답지 못한 행동"이라 말했다. 이내 Number One 잡지에서,  그는 돈을 위해 밴드에 참여했다는 주장에 반박한다: "일단, 나는 돈이 필요치 않았으며, 돈은 장기간 들어온 것도 아니었다. 은퇴를 위한 경험 쌓기도 아니었다."
또한 그는 그의 레코드에 파워 스테이션을 표절하였다는 소송마저 걸리게 된다. 그는 딱 잘라 말했다. "난 파워 스테이션에게 '그 소리'를 주었다. 그들이 내게서 그것을 가져간 거지, 다른 게 아니란 말이다."
파머가 고개를 숙임과 동시에, 그들은 Micheal Des Barres(전 실버헤드, 디텍티브, Chequered Past)를 불러 모았다. 또한 Des Barres는 그해 여름 필라델피아의 Live aid 자선공연에 함께했다.
Des Barres의 배우 Don Johnson과의 친구관계는 Miami Vice라는 텔레비전 드라마의 한 에피소드에 출연하게 만든다. 비슷하게, 그의 프로듀서 Joel Silver와의 친구관계는 파워 스테이션이 아놀드 슈왈제네거의 액션 영화 Commando를 위한 "We Fight for Love"를 쓰게 한다. 저 트랙의 원래 이름은 "Someday, Somehow, Someone's Gotta play". 이 곡과 투어 라이브 곡들이 포함된 EP가 발매될 예정이었으나 음반 회사에 의해 무산되었다.
더 파워 스테이션은 1985년 말에 멤버들이 다른 프로젝트로 눈을 돌리며 해체되었다. 존 테일러는 듀란 듀란으로 돌아갔고, 앤디 테일러는 솔로 활동을 위해 듀란 듀란을 떠나기로 했다. 톰슨이 필 콜린스와 드럼 파트를 공유하는 가운데, 재결성한 레드 제플린이 1985년 라이브 에이드 콘서트에서 연주하였다. 톰슨은 세 레드 제플린에서 존 본햄을 대신하기로 되어 있었지만, 며칠 간의 예행 연습 후에 그가 1986년에 교통 사고로 심각하게 다쳐 재회는 끝내 떠오르지 못했다. 파머는 계속해서 솔로 활동을 했고 Des Barres는 1986년 두번째 솔로 앨범을 발표했다.

## 재결합
파워스테이션은 10년 후 로버트 파머, 앤디 테일러, 존 테일러, 토니 톰슨의 원 멤버로 재결합한다. 그들은 앨범을 함께 작업했으나, 베이시스트 존 테일러가 개인적인 문제로 인해 녹음이 이루어지기 전 밴드를 탈퇴하게 되었고, 프로듀서 버나드 에드워드(시크의 베이시스트)가 파워스테이션의 새로운 네 번째 멤버이자 베이시스트가 되어 앨범 Living in Fear(1996)의 모든 베이스 파트를 연주했다.
에드워드는 파워스테이션과 투어 준비를 했으나, 그 후 일본으로 향하는 동안 폐렴으로 갑자기 사망하고 만다. 파워 스테이션은 세션들을 더해 3인조로 이어나가기로 결정했고, 처음에는 베이스 연주자로 가이 프랫, 후에 매니 야네스, 세컨드 기타리스트 루크 몰리와 함께 순회 공연을 실시했다. 밴드는 그 후 곧 해산한다.
2002년에 EMI뮤직은 베스트10 시리즈의 일부로 The Power Station의 베스트를 발매한다. Living In Fear의 "Taxman"과 마지막 트랙을 제외한 모든 곡들은 첫 번째 앨범에서 따온 것인데, 이전에 공개되지 않았던 "Dancing in the Street" 라이브 버전이 수록되어 있다.
로버트 파머와 토니 톰슨 모두 2003년 말 사망한다.
EMI는 이 앨범의 20주년을 기념하기 위해 2005년 2월 21일 앨범 더 파워 스테이션의 새로운 버전을 발매했다. 이 패키지에는 8곡이 담긴 오리지널 8곡과, 7곡의 보너스 트랙, 8챕터의 40분짜리 DVD가 포함되어 있다. 보너스 트랙 중 하나는 트랙 "Someday, Somehow, Someone's Gotta Pay"(Commando OST-Michel Des Barres에 의해 녹음됨)이다.